# LVR-Amt für Denkmalpflege im Rheinland
Das LVR-Amt für Denkmalpflege im Rheinland (LVR-ADR), ehemals Rheinisches Amt für Denkmalpflege, ist ein dem Landschaftsverband Rheinland unterstelltes Amt für Denkmalpflege mit Sitz in der ehemaligen Abtei Brauweiler in Pulheim im Rhein-Erft-Kreis.
Es bestehen die vier Abteilungen Inventarisation, Bau- und Kunstdenkmalpflege, Dokumentation sowie Restaurierung/Werkstätten.
Die Gründung des Amtes geht auf die Wahl von Paul Clemen zum ersten Provinzialkonservator der Rheinprovinz durch die Provinzial–Kommission zur Erforschung und zum Schutze der Denkmäler in der Rheinprovinz vom 30. Mai 1893 zurück.

## Geschichte
- Provinzialkonservator der Rheinlande
- Rheinisches Amt für Denkmalpflege

## Aufgaben
Laut nordrhein-westfälischem Denkmalschutzgesetz von 1980 besteht seine Aufgabe darin, den Denkmalbestand in den Regierungsbezirken Köln und Düsseldorf zu beschreiben, zu erforschen, kontinuierlich zu betreuen und seinen Wert der Öffentlichkeit zu vermitteln. Als unabhängiges Fachamt ist das LVR-ADR zuständig für rund 100.000 erfasste Denkmäler, von denen am 1. Januar 2015 rund 52.000 unter Schutz gestellt waren. Mit seinen Abteilungen Inventarisation, Bau- und Kunstdenkmalpflege, Dokumentation und Restaurierung sowie den Referaten Industriedenkmalpflege und Gartendenkmalpflege unterstützt und berät das LVR-ADR die nordrhein-westfälischen Denkmalbehörden, ist Träger öffentlicher Belange und Ansprechpartner für private und kirchliche Denkmaleigentümer. Geleitet wird das LVR-ADR seit 1. April 2012 von der promovierten Kunsthistorikerin Andrea Pufke.

## Provinzial- und Landeskonservatoren
- 1893–1911: Paul Clemen[2]
- 1911–1928: Edmund Renard
- 1928–1950: Franz Graf Wolff-Metternich
- 1950–1953: Walter Bader (kommissarisch)
- 1953–1955: Albert Verbeek (kommissarisch)
- 1955–1956: Walter Bader (kommissarisch)
- 1956–1970: Rudolf Wesenberg[3]
- 1970–1979: Günther Borchers[4]
- 1979–2011: Udo Mainzer
- 2011–2012: Ulrich Stevens (kommissarisch)
- seit 2012: Andrea Pufke

## Veröffentlichungen
Das LVR-Amt für Denkmalpflege im Rheinland gibt eine Reihe von Veröffentlichungen heraus, unter anderem
- die Jahrbücher der Rheinischen Denkmalpflege[5]
- die Denkmaltopographie Bundesrepublik Deutschland[6]
- die Beiträge zu den Bau- und Kunstdenkmälern im Rheinland[7] und
- die Vierteljahreshefte Denkmalpflege im Rheinland (2022 im 39. Jahrgang)[8].